# 성산면 (창녕군)
성산면(城山面)는 대한민국 경상남도 창녕군의 면이다. 성산면은 창녕군의 최북단에 위치하고 있으며 북으로는 대구광역시 달성군 유가읍, 구지면과 접하고, 동쪽으로는 경상북도 청도군 풍각면과 남서쪽으로는 대합면, 고암면과 경계를 이루고 있다. 예부터 불교 유적이 많아 불교 지명이 많은 곳으로 비슬산에서 뻗어내린 산줄기와 안심골짜기에서 흘러내리는 맑은 계곡으로 유명하며, 서쪽을 제외한 동남북 삼면이 산으로 둘러싸여 있는 산자수려한 자연경관이 뛰어난 곳이다.

## 연혁
- 신라시대 : 창녕현 성산향에 속함
- 갑오경장 이후 행정개편시 성상,성하 양면으로 분리되어 왔으나 1914년 3월 1일 양면을 합병 성산면으로 현재에 이르고 있다.[2]

## 역사
- 창녕군 성상면, 성하면
- 1914년 4월 1일 창녕군 성산면[3]

## 행정 구역
- 후천리
- 정녕리
- 운봉리
- 대견리
- 가복리
- 냉천리
- 대산리
- 방리
- 연당리